# Gustave Saige
Gustave Saige , né le 20 août 1838 à Paris et mort le 5 décembre 1905 à Monaco était un archiviste et historien français. 

## Biographie
Diplômé de l'École impériale des chartes en 1862, il fut archiviste aux Archives nationales, puis à partir de 1880 archiviste du Palais de Monaco.

## Publications
- Une Alliance défensive entre propriétaires allodiaux au XIIe siècle (Paris: A. Franck, 1861).
- Les Juifs du Languedoc antérieurement au XIVe siècle (Paris: Alphonse Picard, 1881).
- Honoré II et le palais de Monaco (Monaco: Imprimerie du Journal de Monaco, 1883).
- Les beaux-arts au Palais de Monaco avant la révolution: I. Les princes et le palais depuis le seizième siècle (Monaco: Imprimerie de Monaco, 1884).
- Les Archives du palais de Monaco et l'intérêt de ses collections pour l'histoire de France (Orléans: Imprimerie de P. Girardot, 1888).
- Documents historiques relatifs à la Principauté de Monaco (Monaco, 1888-1889).
- Abrégé de l'histoire de Monaco à l'usage des écoles de la principauté (Monaco : Imprimerie de Monaco, 1894).
- La seigneurie de Monaco au milieu du XVIe siècle (Monaco: Imprimerie de Monaco, 1896).
- Cartulaire de la Seigneurie de Fontenay-le-Marmion, provenant des archives de Matignon, Monaco, Imprimerie de Monaco, 1895.
- Monaco, ses origines et son histoire (Monaco: Imprimerie de Monaco, 1897).
- Chartrier de l'abbaye de Saint-Pons hors les murs de Nice ; publié... par le Comte E. Cais de Pierlas ; continué et augmenté d'une étude et de tables par Gustave Saige, Monaco, 1903.

- Glanes d'archives. Les Grimaldi chez eux et en voyage (Monaco, 1906).

### Comme éditeur
- François-Nicolas Baudot, sieur du Buisson et d'Aubenay, Journal des guerres civiles de 1648-1652 (edited by Gustave Saige, 2 volumes, Chez H. Champion, 1883-1885).
- Trésor des chartes du comté de Rethel. tomes I à V, 1081-1328, publié par Gustave Saige, Henri Lacaille et H. Labande , Monaco,, 1902-1916.
- Documents historiques relatifs à la Vicomté de Carlat. recueillis et publiés par Gustave Saige et le Comte de Dienne, Monaco, 1900.